# قلعه قرمز (قره آغاج)
قلعه قرمز (قره آغاج) مربوط به اورارتوئی- دوران‌های تاریخی پس از اسلام است و در شهرستان خوی، بخش مرکزی، روستای قره آغاج واقع شده و این اثر در تاریخ ۱۰ خرداد ۱۳۸۲ با شمارهٔ ثبت ۸۹۱۴ به‌عنوان یکی از آثار ملی ایران به ثبت رسیده است.